# Guatteria discolor
Guatteria discolor este o specie de plante angiosperme din genul Guatteria, familia Annonaceae, descrisă de Robert Elias Fries. Conform Catalogue of Life specia Guatteria discolor nu are subspecii cunoscute.